# Cao Gangchuan
Pour les articles homonymes, voir Cao.
Dans ce nom, le nom de famille précède le nom personnel.
Cao Gangchuan est un militaire de l'Armée populaire de libération et un homme politique chinois, né en décembre 1935. Il est ministre de la Défense nationale de la république populaire de Chine du 17 mars 2003 au 15 avril 2008.
Il est membre des 16e et du 17e Politburo du Parti communiste chinois.